# Erycia scutellata
Erycia scutellata är en tvåvingeart som beskrevs av Suster 1929. Erycia scutellata ingår i släktet Erycia och familjen parasitflugor.
Artens utbredningsområde är Rumänien. Inga underarter finns listade i Catalogue of Life.